# Генслер, Ирина Георгиевна
Ири́на Гео́ргиевна Ге́нслер (род. 22 июля 1930, Ленинград) — советская балерина, солистка труппы Ленинградского театра оперы и балета им. Кирова, характерная танцовщица и педагог характерного танца, заслуженная артистка РСФСР (1960).

## Биография
В 1948 году окончила Ленинградское хореографическое училище (педагоги А. Я. Ваганова и И. Д. Бельский), после чего была принята в труппу Театра оперы и балета им. С. М. Кирова, где танцевала до 1981 года.
Первая исполнительница партий Гадитанской девы («Спартак», 1956), Молодой цыганки («Каменный цветок», 1957), Цыганки («Маскарад», 1960). Снималась в телефильме «Хореографические миниатюры» (1960).
В 1972—1980 годах преподавала характерный танец в Ленинградском хореографическом училище им. А. Я. Вагановой. В 1969—1970 годах работала в Каирском высшем балетном институте (Египет). С 1983 года преподавала в Италии.
Была супругой Олега Соколова.